# أنتي ييلافيتش
انتي ييلافيتش (بالكرواتية: Ante Jelavić) (من مواليد 21 أغسطس 1963) هو سياسي كرواتي بوسني، والرئيس السابق لمجلس الرئاسة البوسني في البوسنة والهرسك .

## حياته
ولد ييلافيتش في عام 1963 في فرغروراك في كرواتيا ثم يوغوسلافيا، وانتخب كمرشح الاتحاد الديمقراطي الكرواتي في البوسنة والهرسك، خدم انتي ييلافيتش رئيسا لمجلس الرئاسة البوسني في الفترة من 15 يونيو 1999 إلى 14 فبراير 2000، وتم ابعاده من منصبه في كعضو في مجلس الرئاسة البوسني بقرار من الممثل السامي وولفغانغ بيتريتش في مارس من عام 2001، وبرر بيتريتش قراره بملاحظة أن ييلافيتش كان قد انتهك بشكل مباشر النظام الدستوري لاتحاد البوسنة والهرسك، واستشهد على وجه الخصوص بدوره القيادي في مسيرة الجمعية الوطنية الكرواتية التي عقدة في موستار في 3 مارس 2001، والذي دعا فيه إلى كيان منفصل الحكم لكروات البوسنة.

## المحاكمة
في 22 يناير 2004 ألقي القبض على ييلافيتش في منزله في موستار بتهمة الفساد، وفي 4 نوفمبر 2005 وجدت محكمة البوسنة والهرسك في سراييفو ييلافيتش مذنب في إساءة استخدام السلطة واختلاس المال العام عندما كان يشغل منصب الرئاسة. تتعلق نتائج المحكمة باتهام ييلافيتش بالذنب الكلي أو الجزئي باستخدام أموال من وزارة دفاع البوسنة والهرسك لشراء أسهم في شركات بنوك وتأمين البوسنة والهرسك. القاضي مالكولم سيمونز أصدر حكم بالسجن لمدة عشر سنوات في وقت لاحق من المحاكمة، على الرغم من أن جيلافيتش لم يكن حاضراً في جلسة النطق بالحكم وظل طليقًا خارج السجن أو المحكمة.
بدأ محامي ييلافيتش، دراغان بارباريتش الذي كان يتصرف في غياب موكله استئنافًا ناجحًا ضد الحكم الابتدائي على أساس أنه يفتقر إلى الوصف الوقائعي المناسب للجريمة، وبالتالي كان ينتهك القانون الإجرائي الجنائي. في 4 يوليو 2006 مع إلغاء الحكم، دعت لجنة الاستئناف برئاسة القاضي نداد بوبوفاتش إلى إجراءات جديدة يتم فيها إعادة تقديم الأدلة المقدمة في المحاكمة الأولى والتي يمكن أيضًا تقديم أدلة جديدة فيها.